# Jacques Denis (acteur)
Pour les articles homonymes, voir Jacques Denis (homonymie) et Denis.
Jacques Denis est un acteur français, né le 12 mai 1943 à Fès (Maroc) et mort le 3 décembre 2015 à Saint-Quentin (Aisne).

## Biographie

### Enfance
Jacques Denis naît le 12 mai 1943 à Fès, au Maroc.
Alors qu'il commence seulement à exercer le métier de dessinateur publicitaire, il décide de s'inscrire au cours de théâtre de Tania Balachova.

### Carrière

#### Au théâtre
En 1965, Jacques Denis commence une carrière d'acteur. Il joue quatre années durant au sein de plusieurs troupes théâtrales en décentralisation : le Théâtre populaire de Lorraine (TPL), le Théâtre de Champagne, le Théâtre populaire romand (TPR) et la Comédie de Lorraine.
De 1969 à 2004, fidèle au théâtre, il participe à plus d'une quarantaine de spectacles en Suisse (à Genève, Lausanne ou Neuchâtel). Durant cette période il est le comédien « fétiche » de plusieurs metteurs en scène, notamment : André Steiger, Jacques Kraemer, Martine Paschoud et Hervé Loichemol. Avec eux il joue Brecht, Molière, Shakespeare, Labiche, Büchner, Goethe, Henry Becque, Diderot, Karl Valentin, Sénèque, ainsi que des auteurs contemporains : Botho Strauss, Thomas Bernhard, Michel Beretti, Thomas Hürlimann, Mathias Zschokke, Joël Jouanneau ou Heiner Müller.
De 1984 à 2008, il travaille en France avec Joël Jouanneau (La Dédicace de Botho Strauss, Le Bourrichon), Jean Jourdheuil (L'Arétin), Hans-Peter Cloos (Roméo et Juliette de Shakespeare), Jacques Kraemer (Pièces de mer d'Eugène O'Neill, Une Fête pour Boris de Thomas Bernhard), Claude Yersin (Oncle Vania de Tchekhov), Rosine Lefebvre (La Brige et la Casquette de Courteline, La Moscheta de Ruzzante, Par les routes solitaires de Synge), Alain Françon (King de Michel Vinaver), Jean-Claude Berutti (La Cerisaie de Tchekhov).

#### Au cinéma

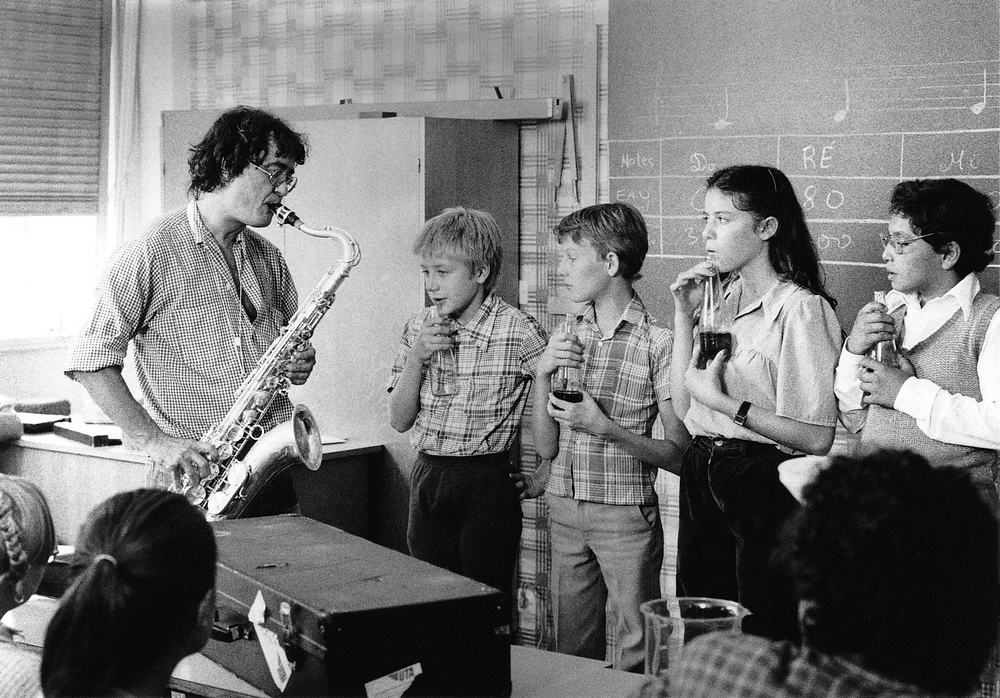
Jacques Denis - Photo de plateau réalisée en octobre 1980 lors du tournage du téléfilm Le Professeur jouait du saxophone de Bernard Dumont.

Au début des années 1970, des réalisateurs de cinéma font appel à Jacques Denis. Celui-ci joue tout d'abord pour les réalisateurs suisses Alain Tanner (trois films, dont La Salamandre), Michel Soutter (deux films) et Igaal Niddam (un film). Il tourne aussi avec des cinéastes français. Il est notamment Antoine, l'ami de L'Horloger de Saint-Paul, interprété par Philippe Noiret, dans le premier long-métrage de Bertrand Tavernier. Il est ensuite l'expérimentateur piégé par l'Expérience de Milgram dans I... comme Icare, la fiction d'Henri Verneuil inspirée de l'assassinat de John F. Kennedy, avec Yves Montand dans le rôle principal. Il joue aussi des seconds rôles chez Bertrand Blier (Calmos, Notre histoire).  
En 1977, il se fait remarquer dans le film La Question de Laurent Heynemann, qui lui confie le rôle principal, celui d'un militant communiste, Henri Alleg, à partir du récit qu'il a fait de ses tortures aux mains de l’armée française, à Alger, en 1956.
En 1988, Claire Denis le fait jouer dans Chocolat, le premier film qu'elle réalise.

#### À la télévision
Durant cette même période et pendant une vingtaine d'années, Jacques Denis joue dans une quarantaine de téléfilms, notamment dans des réalisations de Serge Moati (Le Pain noir), Michel Favart, Michel Polac, Jacques Ertaud, Christiane Spiero, Bernard Dumont, Jacques Fansten, Jacques Doillon, Gérard Vergez, Marco Pico ou Bernard Giraudeau.
À partir des années 1990 et jusqu'en 2008, il consacre plutôt sa carrière au théâtre. On le voit une dernière fois sur grand écran en 2003, dans un petit rôle que lui confia Raoul Ruiz dans Ce jour-là.

### Mort
Jacques Denis meurt le 3 décembre 2015 à Saint-Quentin, à l'âge de 72 ans.

## Filmographie

### Cinéma
- 1970 : James ou pas de Michel Soutter : Narcisse
- 1971 : La Salamandre d'Alain Tanner : Paul
- 1972 : Les Arpenteurs de Michel Soutter : Lucien
- 1973 : Le Troisième cri d'Igaal Niddam : Laurent
- 1973 : Les Vilaines Manières de Simon Edelstein
- 1974 : L'Horloger de Saint-Paul de Bertrand Tavernier : Antoine
- 1974 : Un nuage entre les dents de Marco Pico : Jolivet
- 1974 : Pas si méchant que ça de Claude Goretta (rôle coupé au montage)
- 1974 : Le Milieu du monde d'Alain Tanner : Marcel
- 1975 : Calmos de Bertrand Blier : un maquisard
- 1976 : La Question de Laurent Heynemann : Henri Charlegue
- 1976 : Jonas qui aura 25 ans en l'an 2000 d'Alain Tanner : Marco Perly
- 1977 : Dites-lui que je l'aime de Claude Miller : Gérard
- 1977 : La Fuite en avant de Christian Zerbib (terminé en 1980) : André
- 1978 : L'Arrêt au milieu de Jean-Pierre Sentier : le vieux garçon
- 1978 : Odo-Toum, d’autres rythmes de Costa Haralambis
- 1979 : Plurielles de Jean-Patrick Lebel : Lui
- 1979 : I... comme Icare d'Henri Verneuil : Despaul
- 1980 : Allons z'enfants d'Yves Boisset : Professeur Bizoulet
- 1981 : Instinct de femme de Claude Othnin-Girard
- 1984 : Notre histoire de Bertrand Blier : un voisin
- 1985 : Swing Troubadour de Bruno Bayen
- 1988 : Chocolat de Claire Denis : Delpich
- 1992 : La Cavale des fous de Marco Pico : le contrôleur du train
- 1993 : La Petite Apocalypse de Costa-Gavras : le docteur
- 1995 : Fourbi d'Alain Tanner et Bernard Comment : un patron de bistrot
- 1996 : Le Dernier des Pélicans de Marco Pico : Jésus
- 2003 : Ce jour-là de Raoul Ruiz : le patron du café

### Télévision
- 1972 : Les Nénuphars de Michel Soutter (TV suisse)
- 1973 : Racines de Claude Goretta (TV suisse)
- 1973 : L'Amour du métier (Yves Laumet)
- 1974 : Le Pain noir de Serge Moati (feuilleton télévisé) : Francet (adulte)
- 1975 : Passion et mort de Michel Servet de Claude Goretta (TV suisse)
- 1975 : La Mise en scène ou la Création du diable de Raymond Vouillamoz (TV suisse)
- 1975 : Virginie de Michel Favart (SFP) : l'inspecteur Thibault
- 1976 : Liberté à Brême de Raymond Vouillamoz (TV suisse)
- 1977 : L'Île de la raison d'André Steiger[3] (TV suisse)
- 1977 : Woyzeck de Raymond Vouillamoz (TV suisse)
- 1977 : Aurélien de Michel Favart (SFP) : Lucien Morel
- 1978 : Woyzeck de Raymond Vouillamoz (SRG SSR) : le capitaine
- 1978 : L'Homme sandwich de Michel Polac (SFP) : Clovis Durandeau
- 1980 : Chère Olga (Cinéma 16) de Philippe Condroyer : Roger
- 1980 : Il me faut un million (Cinéma 16) de Gérard Chouchan (FR3 Lille) : Denis
- 1981 : Guerre en pays neutre de Philippe Lefebvre (feuilleton télévisé franco-suisse)
- 1981 : Le Professeur jouait du saxophone, (Cinéma 16) de Bernard Dumont (FR3 Lyon) : Jacques Morand
- 1981 : Un paquebot dans la tête (Cinéma 16) de Philippe Condroyer : Maurice
- 1981 : Guerre en pays neutre de Philippe Lefebvre (TF1 - SRG SSR) : Nagy
- 1983 : Monsieur Abel de Jacques Doillon (TF1 - SRG SSR) : l'inspecteur
- 1983 : Dorothée, danseuse de corde de Jacques Fansten (TF1) : le notaire
- 1983 : Les Copains de la Marne de Christiane Spiero (SFP - TF1) : Alban
- 1985 : Clémence Aletti de Peter Kassovitz : Charles Aletti
- 1985 : Le Grand Môme de Jacques Ertaud (TF1) : Machin Hamster
- 1986 : Gobe la lune de Jacques Fansten (SFP - A2) : Maurice Chaudagne
- 1988 : La Face de l'ogre de Bernard Giraudeau (A2) : Julio
- 1988 : Les Enquêtes du commissaire Maigret : La Morte qui assassina, de Youri : Raymond Auger
- 1989 : Bois de justice de Raymond Vouillamoz  (TV suisse)
- 1989 : Mémoire d'amour de François Luciani : le professeur Claude
- 1989 : Condorcet de Michel Soutter : Marat
- 1990 : V comme vengeance : Une table pour six, de Gérard Vergez (FR3 Marseille) : Charles Massenet
- 1990 : Quartier nègre de Pierre Koralnik (TV suisse)
- 1999 : Les Quatre-vingt-unards de Marco Pico : Maurice Marinier
- 2000 : Les Enfants du printemps de Marco Pico (feuilleton télévisé) : Maurice
- 2007 : Les Zygs, le secret des disparus de Jacques Fansten : Berzholt

## Théâtre
- 1965 : La Seconde Surprise de l'amour de Marivaux, mise en scène Jacques Kraemer, Théâtre populaire de Lorraine
- 1965 : La Parlerie de Ruzzante qui revient de guerre de Ruzzante, mise en scène Jacques Kraemer, Théâtre populaire de Lorraine
- 1965 : Bilora de Ruzzante, mise en scène Jacques Kraemer, Théâtre populaire de Lorraine
- 1966 : Plaidoyer pour un rebelle d'Emmanuel Roblès, mise en scène André Mairal, Théâtre de Champagne
- 1968 : Homme pour homme de Bertolt Brecht, mise en scène Charles Joris, Théâtre populaire romand
- 1968 : Célimare le bien-aimé d'Eugène Labiche, mise en scène Jean-Claude Jost, Comédie de Lorraine
- 1969 : Le Testament du Chien d'Ariano Suassuna, mise en scène Armen Godel, Théâtre Populaire de l'Atelier - Genève
- 1971 : Le Tableau d'Eugène Ionesco, mise en scène Lova Golovtchiner, Théâtre Boulimie - Genève
- 1971 : Le Malade imaginaire de Molière, mise en scène Guillaume Chenevière, Théâtre de Carouge
- 1971 : Les Méchants Cuisiniers de Günter Grass, mise en scène Richard Vachoux , Théâtre Le Poche - Genève
- 1972 : La Nuit des rois de William Shakespeare, mise en scène Guillaume Chenevière, Théâtre de Carouge
- 1973 : La Belle Aubergiste de Carlo Goldoni, mise en scène Marie-Claire Valène
- 1974 : Marco Millions d'Eugène O'Neill, mise en scène Marie-Claire Valène
- 1975 : La Chasse aux corbeaux d'Eugène Labiche, mise en scène François Rochaix, Théâtre de Carouge
- 1976 : La Moscheta de Ruzzante, mise en scène Martine Paschoud, Théâtre de Carouge
- 1979 : Triptyque de Max Frisch, mise en scène Michel Soutter, Théâtre populaire romand
- 1980 : Le Misanthrope de Molière, mise en scène André Steiger, Comédie de Genève
- 1981 : Tartuffe de Molière, mise en scène André Steiger, Comédie de Genève
- 1981 : Les Femmes savantes de Molière, mise en scène André Steiger, Comédie de Genève
- 1982 : La Mort de Danton de Georg Büchner, mise en scène Hervé Loichemol, Comédie de Genève
- 1982 : Schweyk dans la deuxième guerre mondiale de Bertolt Brecht, mise en scène André Steiger, Théâtre populaire romand
- 1982 : Vera Baxter de Marguerite Duras, mise en scène Martine Paschoud, Théâtre populaire romand
- 1983 : La Belle Hélène d'Offenbach, mise en scène André Steiger, Opéra de Lausanne
- 1984 : La Dédicace de Botho Strauss, mise en scène Joël Jouanneau, Théâtre Gérard Philipe
- 1984 : Torquato Tasso de Goethe, mise en scène André Steiger, Théâtre Le Poche - Genève
- 1985 : La Parisienne de Henri Becque, mise en scène Martine Paschoud, Théâtre Le Poche - Genève
- 1985 : Pietro Aretino de Jean Jourdheuil, mise en scène Jean Jourdheuil, Théâtre National de Strasbourg
- 1986 : Casanova de Michel Beretti, mise en scène André Steiger, Théâtre Le Poche - Genève
- 1986 : Bastringues de Karl Valentin, mise en scène Martine Paschoud, Théâtre Le Poche - Genève
- 1987 : Nuit d'orage sur Gaza de Joël Jouanneau, mise en scène de l'auteur, Théâtre Le Poche - Genève
- 1987 : Rosebottom d'Yves Reynaud, mise en scène Jean-Pierre Engelbach, Nouveau Théâtre de Bourgogne
- 1988 : Visages connus, sentiments mêlés de Botho Strauss, mise en scène Martine Paschoud, Théâtre Le Poche - Genève
- 1989 : Le Bourrichon, comédie rurale de Joël Jouanneau, mise en scène de l'auteur, Festival d'Avignon, Théâtre Ouvert
- 1990 : L'Ignorant et le fou de Thomas Bernhard, mise en scène Martine Paschoud, Théâtre Le Poche - Genève
- 1990 : La Tanière de Botho Strauss, mise en scène André Steiger, Théâtre national de la Colline
- 1991 : Le Neveu de Rameau de Diderot, mise en scène Martine Paschoud et Jacques Denis, Théâtre Le Poche - Genève
- 1991 : Déjeuner chez Wittgenstein de Thomas Bernhard, mise en scène Martine Paschoud, Théâtre Le Poche - Genève
- 1993 : La Brige et la Casquette de Georges Courteline, mise en scène Rosine Lefebvre, Maison de la Culture de Bourges
- 1993 : L'Ambassadeur de Thomas Hürlimann, mise en scène Martine Paschoud, Théâtre Le Poche - Genève
- 1994 : Philoctete de Heiner Müller, mise en scène Hervé Loichemol, Théâtre Le Poche - Genève
- 1994 : Thyeste de Sénèque, mise en scène Jacques Roman, Théâtre Le Poche - Genève
- 1995 : Dialogues d'Exilés de Bertolt Brecht, mise en scène Martine Paschoud, Théâtre Le Poche - Genève
- 1995 : Roméo et Juliette de William Shakespeare, mise en scène Hans-Peter Cloos, Théâtre du Gymnase, Théâtre du Rond-Point
- 1996 : Oncle Vania de Anton Tchekhov, mise en scène Claude Yersin, Nouveau Théâtre d'Angers
- 1997 : De l'huile de Eugène O'Neill, mise en scène Jacques Kraemer, Théâtre de Chartres
- 1998 : La Moscheta de Ruzzante, mise en scène Rosine Lefebvre, Nouveau Théâtre d'Angers
- 1999 : King de Michel Vinaver, mise en scène Alain Françon, Théâtre national de la Colline
- 2000 : Les Alphabètes de Matthias Zschokke, mise en scène Martine Paschoud, Comédie de Genève
- 2000 : Le Dernier des Pélicans de Marco Pico, mise en scène Marco Pico et Rosine Lefebvre, Les Fédérés - Montluçon
- 2000 : Une Fête pour Boris de Thomas Bernhard, mise en scène Jacques Kraemer, Théâtre de Chartres
- 2000 : M.Bonhomme et les incendiaires de Max Frisch, mise en scène Claude Stratz, Théâtre de l'Athénée-Louis-Jouvet
- 2001 : Le Fou rire des Lilliputiens d'Arrabal, mise en scène Sandra Amodio, Théâtre Saint-Gervais - Genève
- 2001 : Le Paradis de Bruno Sachel, mise en scène de l'auteur, Équinoxe, scène nationale de Châteauroux
- 2002 : La Commissaire chantante de Matthias Zschokke, mise en scène de l'auteur, Théâtre Le Poche - Genève
- 2002 : La Cerisaie de Tchekhov, mise en scène de Jean-Claude Berutti, Théâtre du Peuple de Bussang
- 2003 : Anatole d'Arthur Schnitzler, mise en scène Claude Baqué,  Théâtre de l'Athénée-Louis-Jouvet
- 2003 : Le conte d'hiver de William Shakespeare, mise en scène Martine Paschoud, Comédie de Genève
- 2004 : Le Refuge de James Saunders, mise en scène Martine Paschoud, Théâtre du passage - Neuchâtel
- 2005 : La répétition des erreurs d'après Pascal Quignard, mise en scène Marc Feld, Théâtre National de Chaillot
- 2008 : Par les routes solitaires de John Millington, mise en scène Rosine Lefebvre, La Manufacture de théâtre Saint-Quentin

### Internet
- [vidéo] Jacques Denis, dans une interview de 1976, une archive de la Radio télévision suisse